# ナンシー・フェーザー
ナンシー・フェーザー（ドイツ語: Nancy Faeser、1970年7月13日 - ）は、ドイツの政治家。ショルツ内閣で内務・国土大臣を務めた。

## 来歴

### 生い立ち
バート・ゾーデン・アム・タウヌスで生まれる。父親のホルスト・フェーザーはシュヴァルバッハ・アム・タウヌス市役所で働く公務員で、1988年から2002年の14年間にわたって同市長を務めた。
1987年からマイン＝タウヌス郡にあるギムナジウムで学び、1990年にアビトゥーアを取得。同年にはフランクフルト大学に進学して、法学を学んだ。1996年に第一次司法試験（juristisches Staatsexamen）に合格。さらに1998年から2000年までフランクフルト高等裁判所で司法修習を受け、第二次司法試験に合格して弁護士となった。

### 政治経歴
1988年にドイツ社会民主党に入党。2003年にはヘッセン州議会議員に初当選した。2019年から2021年までSPDヘッセン州支部の代表を務めた。
2021年に発足したショルツ内閣で内務・国土大臣に就任。ドイツで初めて内相の職に女性が就くこととなった。